# Пилцама
Пилцама (ест. Põltsamaa) је град у округу Јигева, у средишњој Естонији. Налази се на главној саобраћајници у Естонији, Талин - Тарту.
Град има 4.894 становника, према податку из 2006. године, који су већином Естонци. Од 1989. се број становника константно смањује, а град се простире на површини од 5,99 км².
Дана 30. јуна 1926. Пилцама је добила градска права. Током Другог светског рата уништено је 75% града. Пилцама је била од 1950. до 1965. главни град округа Јигева, када јој је истоимени градић преузео ту функцију.

## Градови пријатељи
Град Пилцама је побратимљен или има неки вид сарадње са:
- Кокемјаки, Финска
- Солефтео, Шведска
- Скрунда, Летонија